# Caryophylliidae
Caryophylliidae là một họ san hô trong bộ Scleractinia. Họ này tìm thấy từ khu vực đại dương ôn đới tới nhiệt đới, ở các độ sâu khác nhau.

## Chi
- Anomocora Studer, 1878
- Asterosmilia Duncan, 1867
- Aulocyathus Marenzeller, 1904

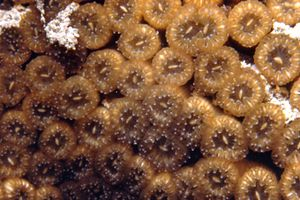
Cladocora caespitosa

- Bathycyathus Milne-Edwards & Haime, 1848
- Bourneotrochus Wells, 1984
- Caryophyllia Lamarck, 1801
- Catalaphyllia Wells, 1971
- Ceratotrochus Milne-Edwards & Haime, 1848
- Cladocora Ehrenberg, 1834
- Coenocyathus Milne-Edwards & Haime, 1848
- Coenosmilia Pourtalès, 1874
- Colangia Pourtalès, 1871
- Concentrotheca Cairns, 1979
- Confluphyllia Zibrowius & Cairns, 1997
- Conotrochus Sequenza, 1864
- Crispatotrochus Woods, 1878
- Dactylotrochus Wells, 1954
- Dasmosmilia Pourtalès, 1880
- Deltocyathus Milne-Edwards & Haime, 1848
- Desmophyllum Ehrenberg, 1834
- Ericiocyathus Zibrowius & Cairns, 1997
- Euphyllia Dana, 1846
- Goniocorella Yabe & Eguchi, 1932
- Heterocyathus Milne-Edwards & Haime, 1848
- Hoplangia Gosse, 1860
- Labyrinthocyathus Cairns, 1979
- Lochmaeotrochus Alcock, 1902
- Lophelia Milne-Edwards & Haime, 1849
- Nomlandia Durham & Barnard, 1952
- Oxysmilia Duchassaing, 1870
- Paraconotrochus Cairns & Parker, 1992
- Paracyathus Milne-Edwards & Haime, 1848
- Phacelocyathus Cairns, 1979
- Phyllangia Milne-Edwards & Haime, 1848
- Polycyathus Duncan, 1876
- Pourtalosmilia Duncan, 1884
- Premocyathus Yabe & Eguchi, 1942
- Rhizosmilia Cairns, 1978
- Solenosmilia Duncan, 1873
- Stephanocyathus Sequenza, 1864
- Sympodangia Zibrowius & Cairns, 1997
- Tethocyathus Kuhn, 1933
- Thalamophyllia Duchassaing, 1870
- Trochocyathus Milne-Edwards & Haime, 1848
- Vaughanella Gravier, 1915

## Hình ảnh

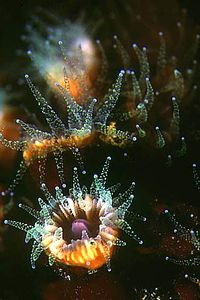
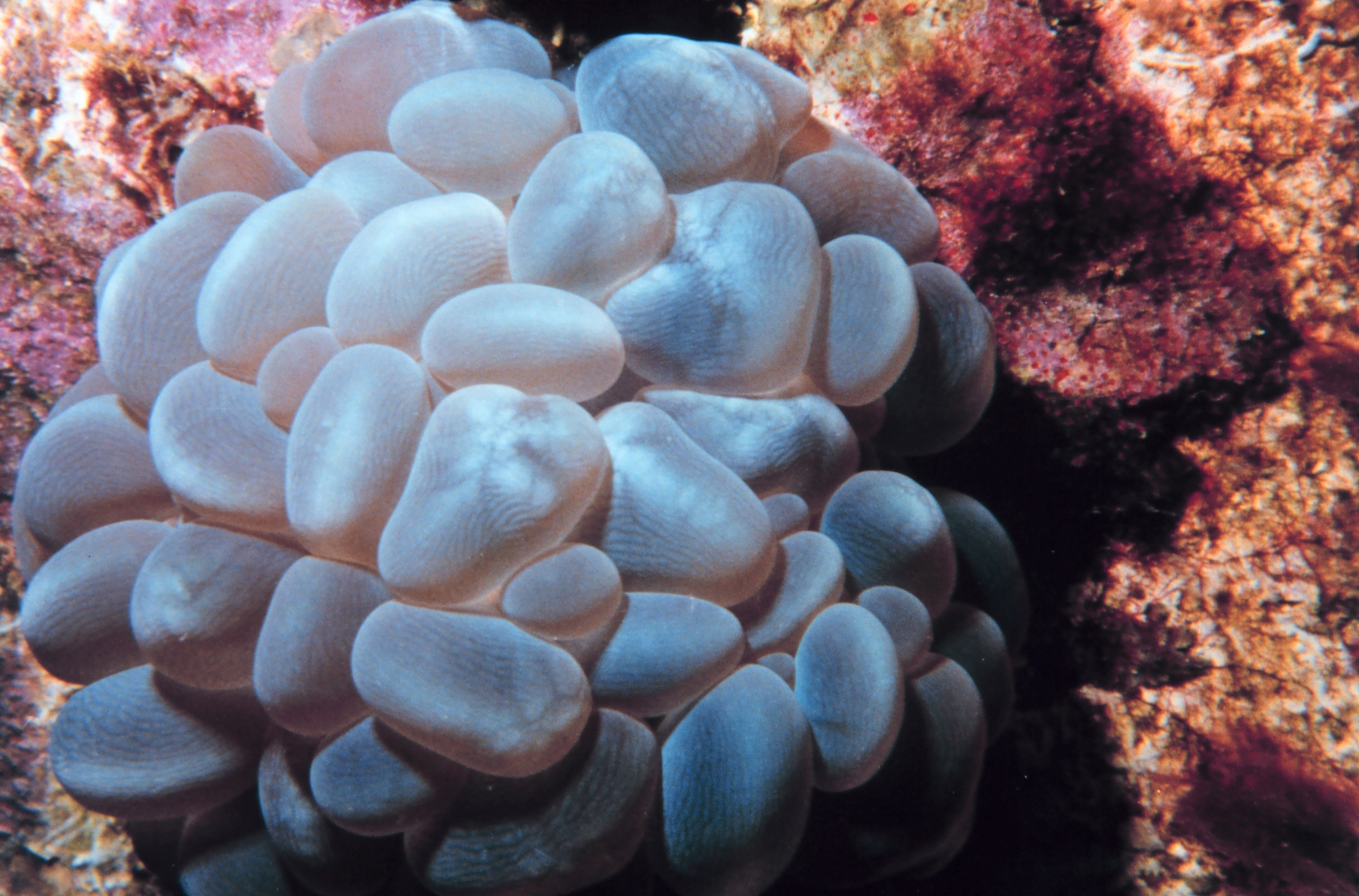
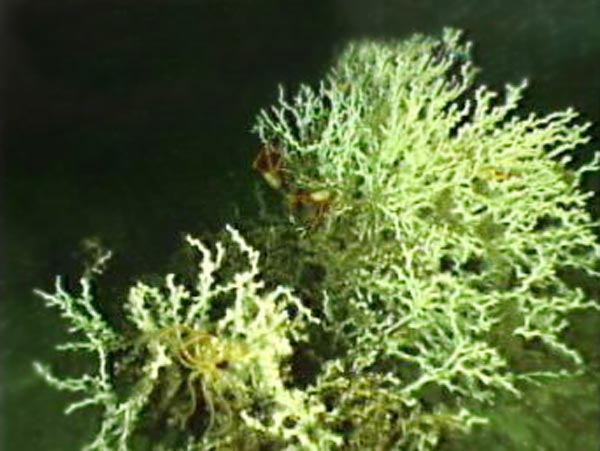